# 希斯克利夫
希斯克里夫(Heathcliff)，为英国小说《咆哮山庄》中的主要人物。

## 生平
希斯克利夫为老恩肖先生收养的吉普赛孤儿。希斯克里夫与恩肖先生的女儿凯薩琳相爱，但是却受到凯薩琳哥哥辛德利·恩肖的排挤，被迫出走。凯薩琳嫁给了画眉田莊主人埃德加·林顿。当希斯克里夫在外致富后，重返呼啸山庄，与凯瑟琳相见，凯瑟琳最终在悔恨交加中死去。希斯克里夫开始了一系列的报复行动。希斯克里夫用计夺走了辛德利的全部财产，辛德利酒醉而亡。希斯克里夫想方设法娶了埃德加的妹妹伊莎贝拉，并生下一子小林顿。之后，希斯克里夫使辛德利的儿子哈里顿变为奴仆，并使埃德加的女儿小凯薩琳嫁给表弟小林顿，小林顿死后，希斯克里夫又占据了画眉田庄，虽然希斯克里夫完成复仇，但是他还在想念着十六年前的凯瑟琳，他为了想见到凯瑟琳，甚至去掘她的坟墓。最终在一个风雨之夜，为了追随十六年前逝世的凯瑟琳，绝食而亡。

## 相关影视
- 1939年电影《咆哮山庄》，劳伦斯·奥利弗饰演希斯克里夫
- 1970年電影《咆哮山莊》，提摩西·道爾頓飾演希斯克里夫
- 1988年電影《嵐之丘》，松田優作飾演鬼丸。
- 1992年電影《新咆哮山莊》，雷夫·范恩斯飾演希斯克里夫
- 1998年影集《咆哮山莊》，羅伯特·卡瓦納飾演希斯克里夫
- 2009年影集《咆哮山庄》，汤姆·哈迪饰演希斯克里夫
- 2011年影集《咆哮山莊》，詹姆斯·豪森飾演希斯克里夫
- 2026年電影《咆哮山莊（英语：Wuthering Heights (2026 film)）》，雅各·艾洛迪飾演希斯克里夫